# Kallima alicia
Kallima alicia är en fjärilsart som beskrevs av Chun 1929. Kallima alicia ingår i släktet Kallima och familjen praktfjärilar. Inga underarter finns listade i Catalogue of Life.